# Parafia św. Antoniego w Anchorage
Parafia św. Antoniego w Anchorage – parafia rzymskokatolicka, terytorialnie i administracyjnie należąca do archidiecezji Anchorage-Juneau. Według stanu na październik 2021, w parafii posługiwali księża diecezjalni, a funkcję proboszcza pełnił Fr. Vince Blanco.